# 合氣道
合氣道（日语：合気道）是一種衍伸自日本大東流合氣柔術的一種武術。日本合氣道由植芝盛平综合他的武术研究、哲学而发展的一种现代日本武术。合氣道的目标是创造一个能用来防卫，同时也能避免攻击者受伤的道术。主要特點是在「以柔克剛」，「借勁使力」，「不主動攻擊」。現在一般所稱的合氣道有分為日本合氣道與韓國合氣道（Hapkido）兩種流派，彼此在各自發展之下已有一些差異。（韓國合氣道是以武田惣角的大東流合氣柔術為基礎並且揉合韓國本土某些實用武術，融會貫通後，發展起來的綜合實戰型合氣道，為韓國人傳統實用武術的一種。）

## 简介
日本合氣道創始人植芝盛平在年輕時就曾學過柔道。1915年拜於大東流柔術的祖師武田惣角門下，之後取得武田擔任免許證書。1920年，受到大本教創始者出口王仁三郎的邀請，在京都的綾部開設「植芝塾」教導柔術。因為大本教裡來往的軍人很多，對於他日後的成就幫助很大。1922年，植芝在大本教創始者出口王仁三郎的建議之下，將自己所學的武術改名為「大東流合氣柔術」，並獲得武田惣角的同意。1931年，在海軍大將竹下勇的協助下在東京成立皇武館道場，1940年成立財團法人皇武會以推廣合氣武術。1942年，皇武會在日本軍部所屬的大日本武德會的要求之下，將植芝流合氣柔術改名為「合氣道」；戰後，1948年植芝吉祥丸正式以「合氣道」的名義向日本文部省申請改正認可。
日本合氣道的技術以防守反制為主，特徵在於切入對手死角，破壞對手重心。不以蠻力攻擊對方，而是將對方的力量引導至無威脅的方向，甚至吸收化為自己的力量而反擊。可分為三大類技術︰當身技、投技、固技。當身技即以拳腳等擊打對手要害的技術。投技即是摔倒對手的技術。固技即是將對手摔倒後，進一步利用擒拿技術加以制服的技術。合氣道的技術核心是投技和固技。植芝盛平在他的著作中，總結合氣道的技術有六大支柱，即四方投、入身投、呼吸法、回轉、壓技、後技。強調稽古、鍛鍊，與年齡、性別、體格無關，不爭輸贏 ;不追求勝利的快感 ; 適合想運動、訓練基本反應以及探究合氣道內涵的人；不強調勝負，禁止任何形式的比賽（試合）。
除了體術之外，合氣道亦有使用木刀、杖等武器技。傳統上合氣道訓練會包括短棍（jō）、木劍（bokken）和刀（tantō）。主要是因為植芝盛平從傳統的劍與矛運動中發展出許多空手技巧。因此，武器藝術的練習可以深入了解技術和動作的起源，並加強了與訓練夥伴之間的距離、時間、腳部動作、存在感和連通性的概念。
總括而言，日本合氣道主要以手部摔投制伏技、防守內斂不爭為主。

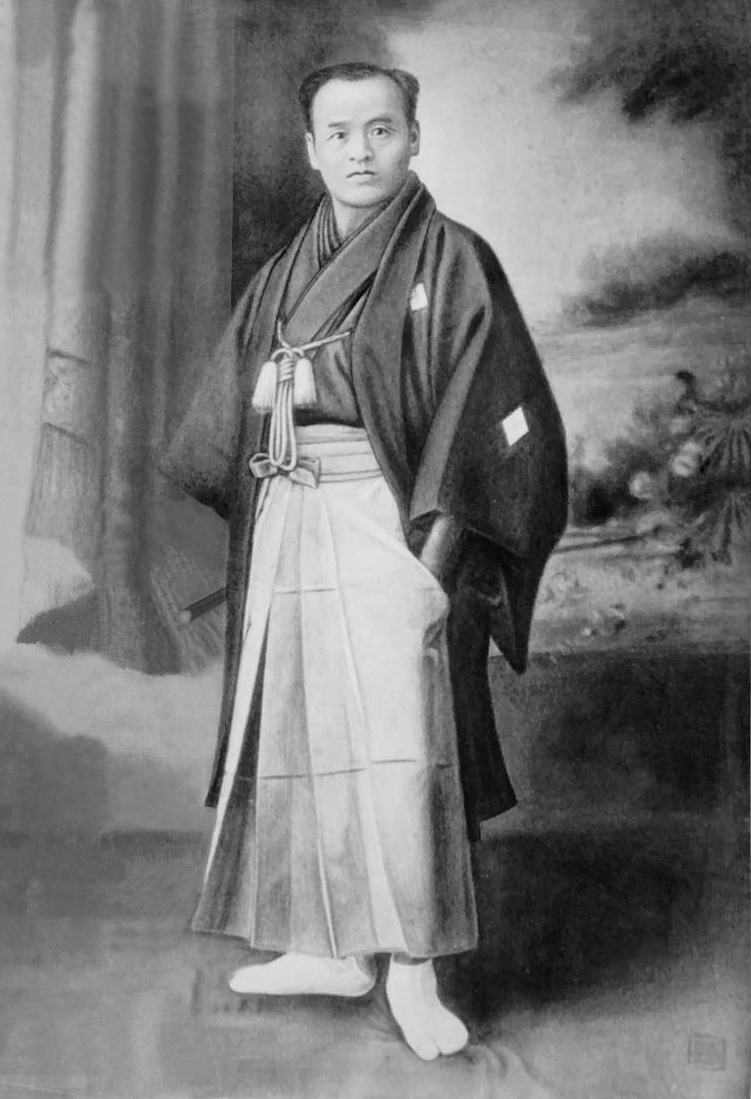
武田惣角
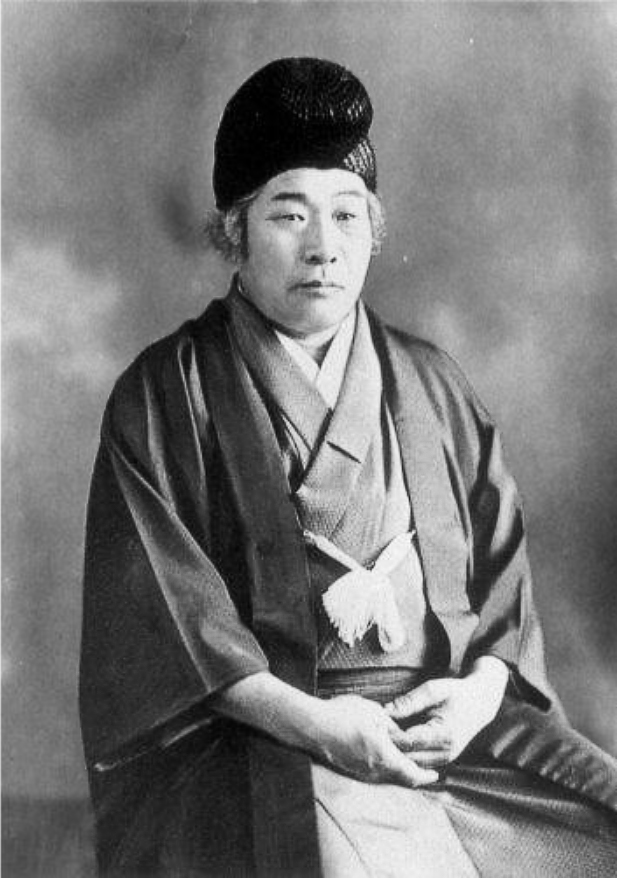
出口王仁三郎

## 合氣道在台灣的發展
台灣合氣道創始人李清楠在年輕時就曾學過柔道。民國五十年代初期拜於大阪合氣會的會長田中萬川門下，之後經由田中萬川的運作，短期內直接取得合氣會六段師範的證書，且獲得在台灣教授合氣道的資格。
民國56年（1967年）李清楠借用台北市太平國小柔道場成立台灣第一個合氣道道場。李清楠號召自己從前學習柔道的學弟和學生們，一同加入合氣道的推廣。民國62年（1973年）在台北市成立中華民國合氣道協會，成為當時台灣合氣道唯一的領導團體。
民國80年之後，旗下許多弟子，遂脫離中華民國合氣道協會，另外自行成立中華民國合氣道推廣訓練協進會。
民國85年，對外正式發表了合氣太乙拳，並在許多國內外場合進行公開演武。
民國97年1月20日李清楠老師過世。享壽八十八歲。由王琇娟（國際合氣道七段）師範接任中華民國合氣道協會理事長迄今，致力於台灣合氣道推廣。

## 技法

### 基本招式
合氣道基本的招式，包括一教、二教、三教、四教、五教、四方投げ、入身投げ、迴轉投げ、天地投げ、小手返し、呼吸投げ、十字絞、合気落とし等術數種主要技法，每一種技法均可再配合正面打、突き、橫面打、片手取り、両手取り、後ろ両手取り，甚至可以沿生出座技及半身半立的施技方式，因此在臨敵的應變上，招式相當地變化多端。

### 技巧

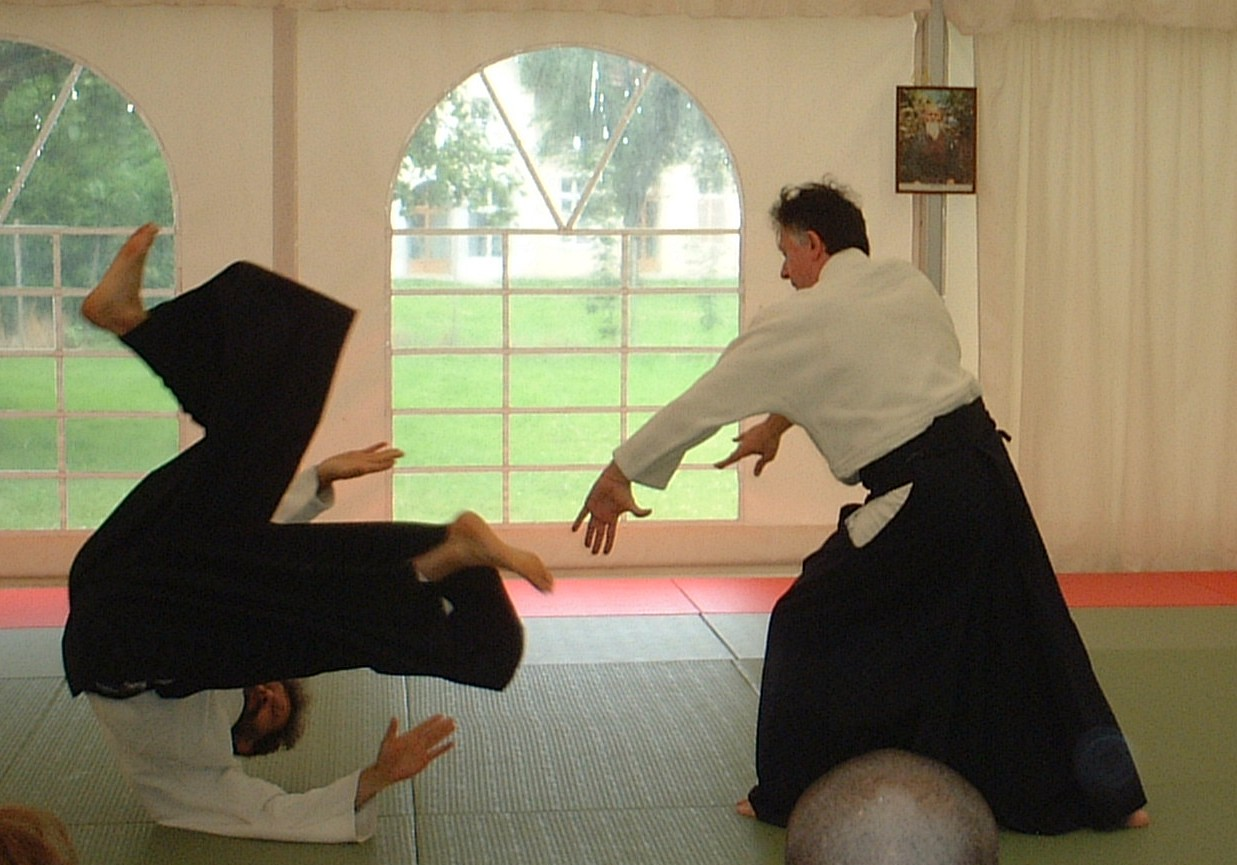
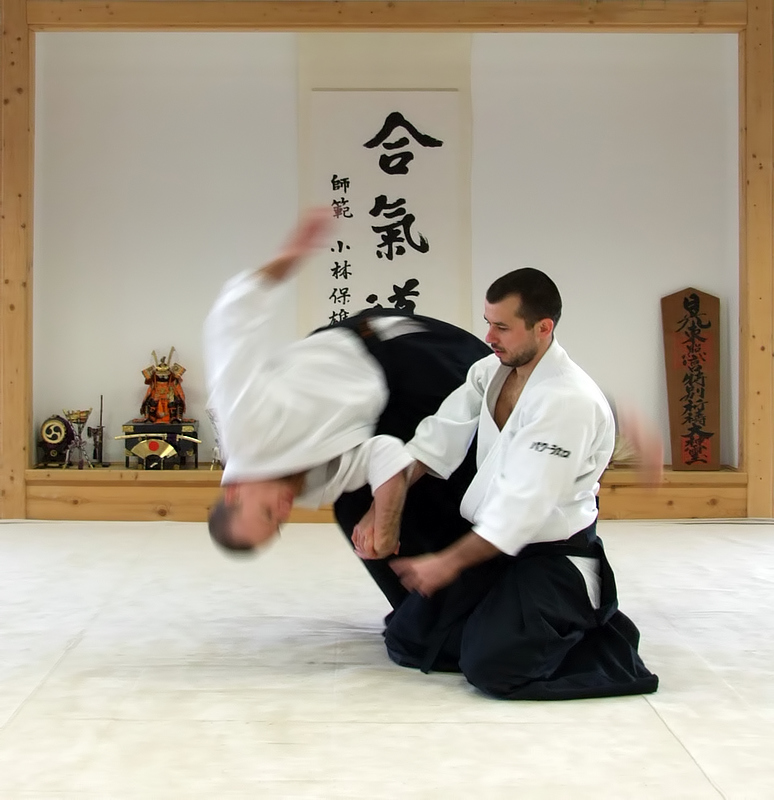

- 崩し
- 正中線
- 入身
- 転換
- 体捌き

## 內部連結
- 合氣道 (韓國)

## 外部連結
- 財團法人合氣會（页面存档备份，存于）（日語）
- 國際合氣道聯盟（页面存档备份，存于）（日語）
- 台灣 鼓巖合氣道（页面存档备份，存于）（繁體中文）
- 中華民國合氣道推廣訓練協進會（页面存档备份，存于）（繁體中文）
- 北京正心馆合气道国际文化交流会（页面存档备份，存于）（繁體中文）
- 合气道天津长谷川道场（简体中文）
- 中華民國合氣道協會（页面存档备份，存于）（繁體中文）